# Ряженов, Вячеслав Васильевич

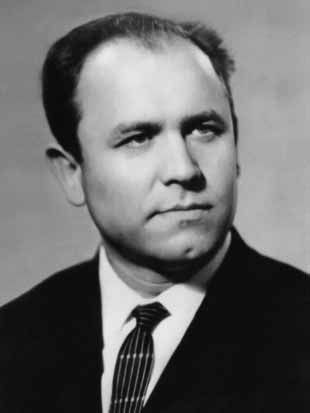
Ряженов В.В.

Ря́женов Вячесла́в Васи́льевич (2 октября 1933 — 17 июня 1997) — советский и российский учёный, фармаколог, доктор медицинских наук, профессор, Почётный член общества Пуркинье, член президиума Всероссийского общества фармацевтов. Разработал теоретические основы лечения гипертонической болезни.

## Биография
Ряженов В.В. родился 2 октября 1933 г. в поселке Шилово Рязанской области в семье служащего.
В 1957 г. окончил Рязанский медицинский институт им. И. П. Павлова, поступил в аспирантуру на кафедру фармакологии фармацевтического факультета.
1961 г. успешно защитил диссертацию на соискание учёной степени кандидата медицинских наук.
С 1960 г. по 1962 г. был ассистентом кафедры фармакологии 1-го ММИ им. И. М. Сеченова.
С 1962 по 1966 г. — старший преподаватель кафедры фармакологии, заместитель декана медицинского факультета УДН им. П. Лумумбы.
С 1966 г. — доцент кафедры фармакологии фармацевтического факультета 1-го ММИ им. И. М. Сеченова.
В 1975 г. защитил диссертацию на соискание учёной степени доктора медицинских наук (тема: «Механизмы прессорного действия ангиотензина на артериальное давление и изыскание его антагонистов»).
С 1975 по 1990 гг. — профессор кафедры фармакологии фармацевтического факультета 1-го ММИ им. И. М. Сеченова.
С 1990 по 1997 г. — заведующий кафедрой фармакологии и фармакогнозии факультета усовершенствования провизоров ММА им. И. М. Сеченова.
С 1971 по 1983 г. В. В. Ряженов — декан фармацевтического факультета 1-го ММИ им. И. М. Сеченова (на данный момент фармацевтический факультет Первого МГМУ им. И. М. Сеченова).

## Научный вклад
В 60-90-х годах XX века В. В. Ряженов основал научную школу, разработав теоретические основы лечения гипертонической болезни. Он первым из клинических фармакологов выявил роль прессорного фактора ангиотензина II (который является пептидом с широким спектром биологической активности, влияющим на жизнедеятельность практически всех систем и тканей организма, и в первую очередь — вазоактивным веществом) в патогенезе почечной гипертонии. Выдвинутая им гипотеза о наличии для ангиотензина II своего рецептора подтвердилась, и в настоящее время существует фармакологическая группа лекарственных средств — блокаторы ангиотензиновых рецепторов (БАР). Ряженовым установлена взаимосвязь ангиотензиновых рецепторов с другими прессорными и депрессорными рецепторами в артериальных сосудах, что позволило разработать теоретические основы для комбинированного использования препаратов, применяемых для лечения гипертонической болезни в реальной клинической практике.
Им были усовершенствованы методики изучения активности лекарственных веществ на изолированных органах теплокровных животных. Он исследовал триггерные механизмы действия медиаторов, разрабатывал принципы составления комбинаций лекарственных средств, снижающих артериальное давление, изучал роль микроэлементов в комбинированном лечении ревматических болезней.

## Публикации
Ряженов В. В. — автор более 60 научных трудов. Среди его учеников — 9 кандидатов фармацевтических и биологических наук.
Он был соавтором программы по фармакологии для студентов фармацевтических вузов и факультетов, а также руководства к лабораторным занятиям по фармакологии. Он являлся автором учебника для фармацевтических училищ, который не раз переиздавался (последнее издание — в 2003 году, соавторы Г.И. Вольнова, Н.Г. Преферанский, Н.Г. Преферанская).
Основные работы:
- Фармакология / В. В. Ряженов. - Москва : Медицина, 1984. - 351 с. : ил.; 21 см. - (Учеб. лит. для учащихся фармац. уч-щ).; ISBN В пер. (В пер.)
- Руководство к лабораторным занятиям по фармакологии : [Учеб. пособие для фармац. ин-тов и фармац. фак. мед. ин-тов] / А. Н. Кудрин, В. В. Ряженов. - Москва : Медицина, 1989. - 287,[1] с. : ил.; 20 см. - (Учеб. лит. Для студентов фармац. ин-тов).; ISBN 5-225-01522-0
- Фармакология : [Учебник] / В. В. Ряженов, Г. И. Вольнова. - Москва : Медицина, 1994. - 431,[1] с. : ил.; 21 см. - (Учебная литература. Для учащихся фармацевтических училищ).; ISBN 5-225-00895-X (В пер.)
- Фармакология : Учеб. для учащихся мед. и фармацевт. училищ и колледжей / В. В. Ряженов [и др.] ; под ред. Н. Г. Преферанского. - 2-е изд., перераб. и доп. - Москва : Медицина, 2004. - 492, [1] с. : ил., портр., табл.; 22 см. - (Учебная литература для учащихся фармацевтических училищ и колледжей).; ISBN 5-225-04768-8